# Ě
Cette page contient des caractères spéciaux ou non latins. S’ils s’affichent mal (▯, ?, etc.), consultez la page d’aide Unicode.
Ě (minuscule : ě), appelée E caron, E antiflexe ou E hatchek, est un graphème utilisé dans les alphabets de l’awing, du bangolan, du bas-sorabe, du four, du koonzime, du kwanja, du lingala, du tchèque comme variante de la lettre « E ». Elle est aussi utilisée dans plusieurs romanisations comme le pinyin, les romanisations ALA-LC de l’arménien et du slavon, la romanisation ISO 9 du bulgare, ou la romanisation Yaghoubi de l’afghan. Il s’agit de la lettre E diacritée d'un caron.

## Utilisation
En bas-sorabe, ‹ ě › représente une voyelle pré-fermée antérieure non arrondie suivant une consonne palatisée /ʲɪ/.
En tchèque, ‹ ě › n’apparaît jamais en début de mot. Elle peut modifier la prononciation de la consonne précédente :
- dans les combinaisons bě, pě, vě, fě, ‹ ě › se prononce [jɛ]. Sa prononciation est alors identique à celle des lettres je. Dans certains mots, on écrit bje ou vje pour des raisons étymologiques (par exemple dans objem, « volume », parce que ob- est un préfixe).
- Dě, tě, ně se prononcent [ɟɛ, cɛ, ɲɛ]. On n’écrit jamais *ďe, *ťe, *ňe.
- Mě se prononce [mɲɛ]. On écrit parfois mně pour des raisons étymologiques (jemný : fin → jemně : finement).

### Romanisations
Dans la romanisation ISO 9:1995, le e caron est utilisé pour translittérer le ïat ‹ ѣ ›.
Dans la romanisation ALA-LC de l’arménien, le e caron translittère le ët' ‹ ը ›. Dans celles du biélorusse ou du slavon d’église, il représente le ïat ‹ ѣ ›,.

### Langues à tons
Dans plusieurs langues à tons, ‹ ě › représente le même son que le ‹ e › et le caron indique le ton montant. Mais il y a d’autres utilisations :
- pinyin : le caron indique un ton descendant légèrement et puis montant.

## Représentations informatiques
Le E caron peut être représenté avec les caractères Unicode suivants :
- précomposé (supplément latin-1) :

| formes    | représentations | chaînes de caractères | points de code | descriptions                    |
| --------- | --------------- | --------------------- | -------------- | ------------------------------- |
| majuscule | Ě               | Ě                     | U+011A         | lettre majuscule latine e caron |
| minuscule | ě               | ě                     | U+011B         | lettre minuscule latine e caron |

- décomposé (latin de base, diacritiques) :

| formes    | représentations | chaînes de caractères | points de code | descriptions                                |
| --------- | --------------- | --------------------- | -------------- | ------------------------------------------- |
| majuscule | Ě               | E◌̌                    | U+0045 U+030C  | lettre majuscule latine e diacritique caron |
| minuscule | ě               | e◌̌                    | U+0065 U+030C  | lettre minuscule latine e diacritique caron |